# Estructura de l'ADN

Representació de l'estructura secundària de l'ADN. Els enllaços d'hidrogen, fonamentals en l'aparellament de les dues cadenes, apareixen com a línies de punts.

L'estructura de l'ADN és la disposició espacial que pren l'ADN. A causa del fet que és un polímer llarg compost d'unitats que es repeteixen anomenats nucleòtids. La cadena d'ADN té una amplada d'entre 22 i 26 Ångströms (2,2-2,6 nanòmetres), i un nucleòtid té una llargada de 3,3 Å (0,33 nm). Tot i que cada unitat repetitiva individual és molt petita, els polímers d'ADN poden ser molècules enormes que contenen milions de nucleòtids. Per exemple, el cromosoma humà més gran, el cromosoma número 1, té una llargada d'aproximadament 220 milions de parells de bases.
En els organismes vius, l'ADN no sol existir en forma de molècula única, sinó com un parell de molècules estretament associades. Aquestes dues cadenes s'entrellacen com lianes, formant una doble hèlix. Els nucleòtids repetits contenen tant el segment del tronc de la molècula, que manté la cadena unida, i una base, que interacciona amb l'altra cadena d'ADN de l'hèlix. En general, una base unida a un sucre és anomenada nucleòsid, i una base unida a un sucre i un o més grups fosfat rep el nom de nucleòtid. Si diversos nucleòtids estan units, com en el cas de l'ADN, el polímer rep el nom de polinucleòtid.
El tronc de la cadena d'ADN es compon de residus de fosfats i de sucres que es van alternant. El sucre de l'ADN és la 2-desoxiribosa, que és una pentosa (amb cinc àtoms de carboni). Els sucres són units per grups fosfat que formen enllaços fosfodièster entre el tercer i el cinquè àtom de carboni dels anells de sucres adjacents. Aquests enllaços asimètrics signifiquen que una cadena d'ADN té una direcció. En una doble hèlix la direcció dels nucleòtids en una cadena és la inversa de la direcció de l'altra cadena. Aquest arranjament de les cadenes d'ADN és denominat antiparal·lel. Els extrems asimètrics de les cadenes són denominats extrems 5′ ("cinc primer") i 3′ ("tres primer"); el 5′ és el que té un grup fosfat terminal (acoblat al carboni número 5 de la base nitrogenada) i el 3′ és el que té un grup hidroxil terminal (acoblat al carboni número 3 de la base nitrogenada). Una de les diferències principals entre l'ADN i l'ARN és el sucre; en l'ARN, la 2-desoxiribosa és substituïda pel sucre pentosa alternatiu ribosa.
La doble hèlix de l'ADN és estabilitzada per enllaços d'hidrogen entre les bases unides a les dues cadenes. Les quatre bases de l'ADN són l'adenina (abreujada com a A), la citosina (C), la guanina (G) i la timina (T). Aquestes quatre bases s'uneixen al sucre/fosfat per formar el nucleòtid complet, com es mostra en el cas del monofosfat d'adenosina.
Les bases es classifiquen en dos tipus; l'adenina i la guanina són compostos heterocíclics de cinc i sis membres anomenats purines, mentre que la citosina i la timina són anells de sis membres anomenats pirimidines. Una cinquena base pirimidínica, anomenada uracil (U), pren sovint el lloc de la timina en l'ARN, i se'n diferencia pel fet que manca de grup metil a l'anell. L'uracil no se sol trobar a l'ADN, existint únicament com a producte de la desfragmentació de la citosina.
L'ADN presenta una varietat de formes, tant bicatenàries com monocatenàries. Les propietats mecàniques de l'ADN, que estan directament relacionades amb la seva estructura, són un problema significatiu per les cèl·lules. Tots els processos que s'uneixen a l'ADN o el llegeixen són capaços d'utilitzar o modificar les propietats mecàniques de l'ADN per tal de reconèixer-lo, empaquetar-lo i modificar-lo. L'extrema llargada (un cromosoma pot contenir una cadena d'ADN de 10 cm de llarg), la relativa rigidesa i l'estructura helicoidal de l'ADN han dut a l'evolució d'histones i enzims com ara les topoisomerases i les helicases per gestionar l'ADN d'una cèl·lula. Les propietats de l'ADN estan estretament relacionades amb la seva estructura molecular i la seva seqüència, particularment la feblesa dels enllaços d'hidrogen i les interaccions elèctriques que mantenen unides les cadenes d'ADN en comparació amb la força dels enllaços dins de cada cadena.
Les tècniques experimentals que poden mesurar directament les propietats mecàniques de l'ADN són relativament noves, i la visualització en dissolució d'alta resolució sovint és difícil. Tanmateix, els científics han descobert grans quantitatse dades sobre les propietats mecàniques d'aquest polímer, i les implicacions de les propietats mecàniques de l'ADN sobre els processos cel·lulars són objecte d'una investigació actual activa.
Cal destacar que l'ADN de moltes cèl·lules pot tenir una llargada macroscòpica - d'uns quants centímetres de llarg per cada cromosoma humà. Per consegüent, les cèl·lules han de compacta o "empaquetar" l'ADN per portar-lo a l'interior. En els eucariotes, l'ADN és suportat per proteïnes en forma de bobina conegudes com a histones, al voltant de les quals es cargola l'ADN. És la compactació d'aquest complex ADN-proteïna la que produeix els coneguts cromosomes mitòtics eucariotes.

## Solcs

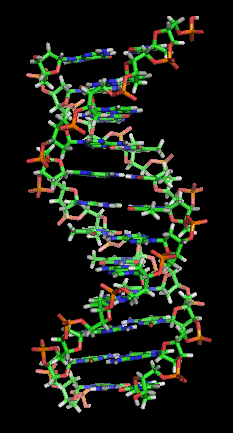
Estructura d'una secció d'ADN. Les bases es troben en posició horitzontal entre les dues cadenes en espiral. Versió animada a :Fitxer:DNA orbit animated.gif - mesura més de 3 megabytes.

Normalment, la doble hèlix és una espiral que gira vers la dreta. A mesura que les cadenes d'ADN es cargolen l'una al voltant de l'altra, deixen espais entre cada conjunt de troncs fosfats, revelant els costats de les bases que hi ha a l'interior (vegeu l'animació). Hi ha dos solcs d'aquests que travessen la superfície de la doble hèlix; el solc major mesura 22 Å d'ample, i el solc menor en mesura 12. L'estretor del solc menor implica que les vores de les bases són més accessibles al solc major. Per consegüent, les proteïnes com els factors de transcripció que es poden unir a seqüències específiques en ADN bicatenari sovint fan contacte amb els costats de les bases exposades al solc major. Aquesta situació varia en conformacions inusuals de l'ADN dins la cèl·lula (vegeu més avall), però els solcs major i menor sempre són anomenats de manera que reflecteixin les diferències en la mida que es revelarien si l'ADN fos recargolat en la forma B usual.

## Aparellament de bases
Cada tipus de base d'una cadena forma un enllaç amb només un tipus de base de l'altre cadena. Això rep el nom d'aparellament de bases complementàries. Les purines formen enllaços d'hidrogen per formar pirimidines; A només s'aparella amb T, i C només amb G. Aquesta configuració de dos nucleòtids units a través de la doble hèlix rep el nom de parell de bases. Com que els enllaços d'hidrogen no són covalents, poden trencar-se i refer-se amb relativa facilitat. Per tant, les dues cadenes d'ADN d'una doble hèlix poden ser separades com si fos una cremallera, o bé per una força mecànica o bé per una temperatura elevada. Com a resultat d'aquesta complementarietat, tota la informació de la seqüència bicatenària d'una hèlix d'ADN està duplicada a cada cadena, cosa vital en la replicació de l'ADN. En efecte, aquesta interacció reversible i específica entre els parells de bases complementàries és essencial per totes les funcions de l'ADN en els éssers vius.
| Parell de bases GC amb tres enllaços d'hidrogen |

| Parell de bases AT amb dos enllaços d'hidrogen |

Els dos tipus de parells de bases formen nombres diferents d'enllaços d'hidrogen; els parells AT en formen dos, i els parells GC en formen tres (vegeu a l'esquerra). L'ADN amb un elevat contingut GC és més estable que l'ADN amb un contingut GC baix, però a diferència del que se sol creure, això no es deu a l'enllaç d'hidrogen addicional que té un parell de bases GC sinó a la contribució de les accions d'apilament (els enllaços d'hidrogen només forneixen l'especificitat del parell, no l'estabilitat). Per consegüent, tant el percentatge de parells de bases GC com la llargada total d'una doble hèlix d'ADN determinen la força de l'associació entre les dues cadenes d'ADN. Les hèlixs d'ADN llargues amb un alt contingut GC tenen cadenes amb una interacció més forta, mentre que les cadenes curtes amb un alt contingut AT les tenen amb una interacció més feble. En la biologia, les parts de la doble hèlix de l'ADN que requereixen separar-se fàcilment, com ara la caixa de Pribnow TATAAT d'alguns promotors, tendeixen a tenir un alt contingut AT, fent que les cadenes siguin més fàcils de separar. Al laboratori es pot mesurar la força d'aquesta interacció determinant la temperatura necessària per trencar els enllaços d'hidrogen, la seva temperatura de fusió (també anomenada valor Tm). Quan s'han desnaturalitzat tots els parells de bases d'una doble hèlix d'ADN, les cadenes se separen i existeixen en solució com a dues molècules completament independents. Aquestes molècules d'ADN monocatenari no tenen una única forma comuna, però algunes configuracions són més estables que altres.

## Sentit i antisentit
Una seqüència d'ADN és anomenada "sentit" si la seva seqüència és la mateixa que la d'una còpia d'ARN missatger que és traduïda en proteïna. La seqüència de la cadena oposada és anomenada seqüència "antisentit". Tant les seqüències sentit com antisentit poden existir en diferents parts de la mateixa cadena d'ADN (és a dir, ambdues cadenes contenen seqüències sentit i antisentit). Tant en els eucariotes com en els procariotes es produeixen seqüències antisentit d'ARN, però les funcions d'aquests ARN no són completament clares. Una proposta és que els ARN antisentit tenen un paper en la regulació de l'expressió gènica mitjançant l'aparellament de bases ARN-ARN. En enginyeria genètica, la injecció de cadenes d'ARN antisentit s'ha utilitzat com a metodologia per suprimir temporalment l'expressió d'un gen.
Algunes seqüències d'ADN dels procariotes i eucariotes, i algunes més dels plasmidis i virus, fan més borrosa la distinció entre cadenes sentit i antisentit, car tenen gens que s'encavalquen. En aquests casos, algunes seqüències d'ADN tenen un paper doble, codificant una proteïna quan se les llegeix en una cadena, i una segona proteïna quan se les llegeix en direcció oposada a l'altra cadena. En els bacteris, aquest encavalcament pot estar implicat en la regulació de la transcripció gènica, mentre que en els virus, els gens que s'encavalquen augmenten la quantitat d'informació que es pot codificar dins el petit genoma víric.

## Superenrotllament
L'ADN es pot cargolar com una corda en un procés anomenat superenrotllament de l'ADN. Amb l'ADN en el seu estat "relaxat", una cadena sol girar al voltant de l'eix de la doble hèlix una vegada cada 10,4 parells de bases, però si es cargola l'ADN les cadenes queden enrotllades de manera més ferma o més laxa. Si l'ADN es cargola en la direcció de l'hèlix, es tracta de superenrotllament positiu, i les bases queden unides més fermament. Si es cargola en la direcció oposada, es tracta de superenrotllament negatiu, i les bases se separen més fàcilment. A la natura, la majoria de l'ADN presenta un lleuger superenrotllament negatiu causat per enzims anomenats topoisomerases. Aquests enzims també són necessaris per alleujar l'estrès de cargolament provocat a les cadenes d'ADN durant processos com ara la transcripció i la replicació de l'ADN.

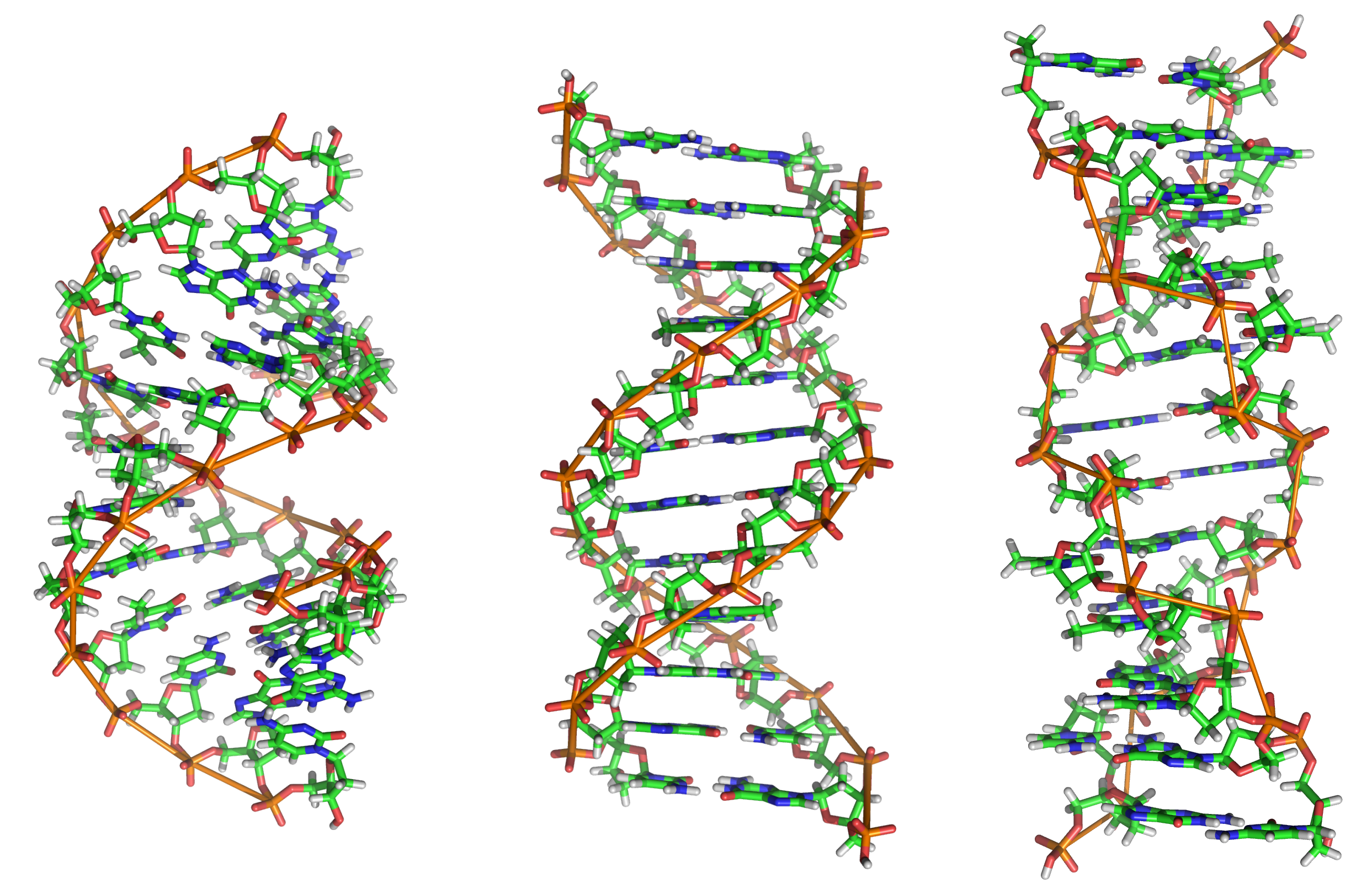
D'esquerra a dreta, les estructures de l'ADN A, B i Z.

## Estructures alternatives
L'ADN existeix en moltes conformacions possibles que inclouen les formes ADN-A, ADN-B i ADN-Z. Tanmateix, només s'ha observat directament en organismes funcionals l'ADN-B i l'ADN-Z. La conformació que adopta l'ADN depèn de la seqüència de l'ADN, la quantitat i la direcció del superenrotllament, les modificacions químiques de les bases i també les condicions de la solució, com ara la concentració d'ions metàl·lics i poliamines. D'aquestes tres conformacions, la forma "B" descrita més amunt és la més habitual en les condicions regnants a les cèl·lules. Les dues formes bicatenàries alternatives de l'ADN difereixen en la seva geometria i dimensions.
La forma A és una espiral ampla que gira vers la dreta, amb un solc menor som i ample i un solc major més profund i estret. La forma A es produeix en condicions no fisiològiques en mostres deshidratades d'ADN, mentre que dins la cèl·lula pot produir-se en aparellaments híbrids de cadenes d'ADN i ARN, així com en complexos enzim-ADN. Els segments d'ADN les bases dels quals han estat modificades químicament per metilació poden experimentar un canvi posterior en la conformació i adoptar la forma Z. En aquesta forma, les cadenes es cargolen al voltant de l'eix helicoidal en una espiral que gira vers l'esquerra, al revés de la forma B, més comuna. Aquestes estructures inusuals poden ser reconegudes per proteïnes que s'uneixen específicament a l'ADN-Z, i podrien estar implicades en la regulació de la transcripció.

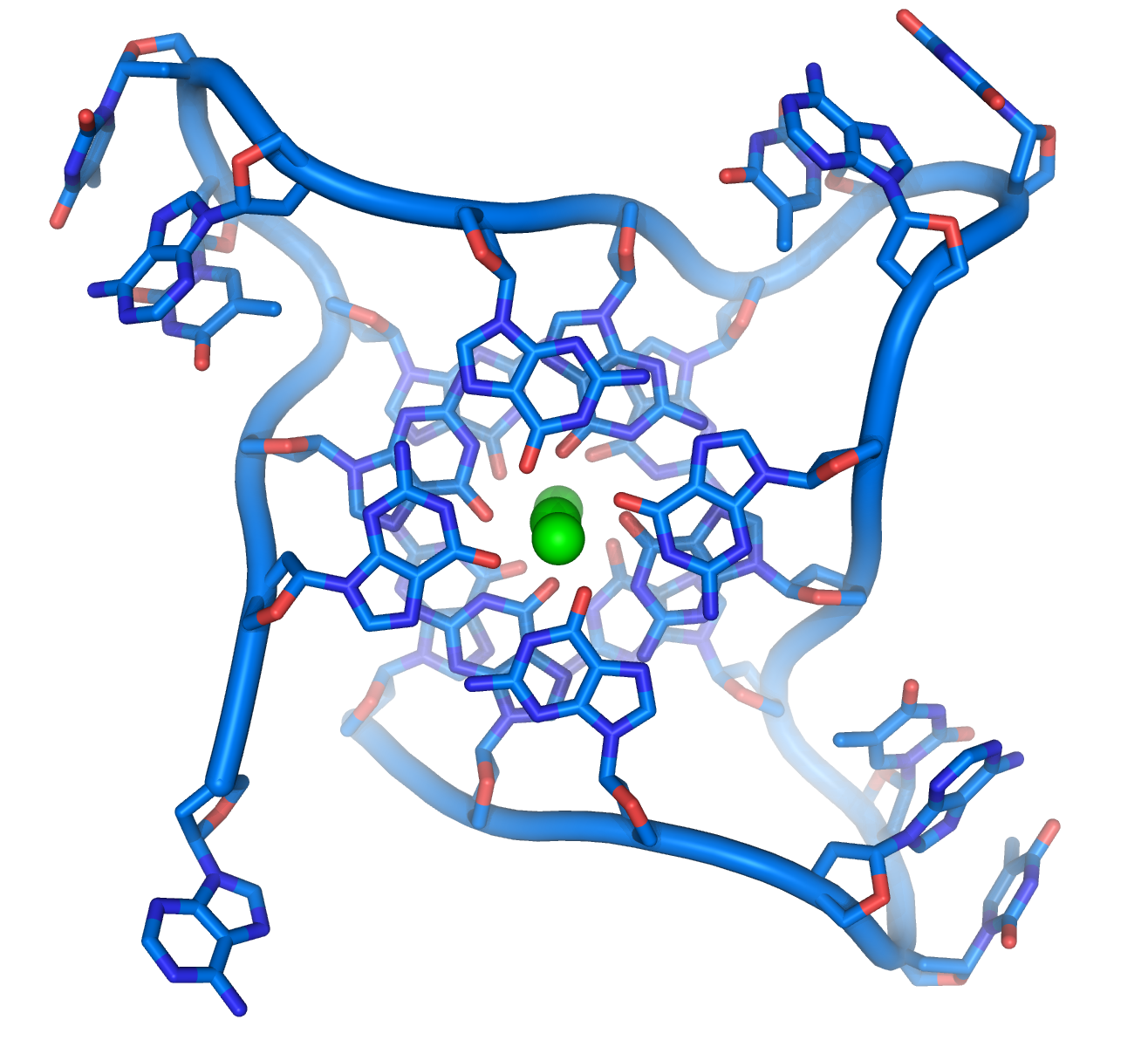
Estructura d'un quàdruplex d'ADN format per repeticions de telòmers. La conformació del tronc d'ADN difereix significativament de l'estructura típica helicoidal.

## Estructures quadruplèxiques
Als extrems dels cromosomes lineals hi ha regions especialitzades d'ADN anomenades telòmers. La funció principal d'aquestes regions és permetre a la cèl·lula replicar els extrems dels cromosomes mitjançant l'enzim telomerasa, car els enzims que normalment repliquen l'ADN no poden copiar les puntes dels extrems 3′ dels cromosomes. Aquests tampons especialitzats dels cromosomes també contribueixen a protegir els extrems de l'ADN, i eviten que els sistemes de reparació de l'ADN de la cèl·lula els tractin com a danys que han de ser corregits. En les cèl·lules humanes, els telòmers són habitualment tires d'ADN monocatenari que contenen diversos milers de repeticions d'una seqüència simple TTAGGG.
Aquestes seqüències riques en guanina poden estabilitzar els extrems dels cromosomes formant estructures de conjunts apilonats d'unitats de quatre bases, en lloc dels parells de bases habituals que es troben en les altres molècules d'ADN. Aquí, quatre bases de guanina formen una placa plana i aleshores aquestes unitats de quatre bases planes s'apilonen l'una sobre l'altra, formant una estructura estable G-quadruplèxiques. Aquestes estructures són estabilitzades per enllaços d'hidrogen entre les vores de les bases i la quelació d'un ió metall al centre de cada unitat de quatre bases. També es poden formar altres estructures, amb el conjunt central de quatre bases sorgint o bé d'una única cadena plegada al voltant de les bases o bé de diverses cadenes paral·leles diferents, en què cadascuna contribueix una base a l'estructura central.
A més d'aquestes estructures apilonades, els telòmers també formen grans estructures anomenades llaços de telòmers, o llaços T. L'ADN monocatenari es va cargolant en un llarg cercle estabilitzat per proteïnes d'unió a telòmers. A l'extrem mateix de l'enllaç T l'ADN telomèric monocatenari és acoblat a una regió d'ADN bicatenari per la cadena telomèrica que pertorba l'ADN de doble hèlix i per aparellament de bases amb una de les dues cadenes. Aquesta estructura tricatenària rep el nom d'enllaç de desplaçament o llaç D.

## ADN ramificat
En l'ADN, es produeix una esfilegada quan hi ha regions no complementàries a l'extrem d'una cadena doble d'ADN altrament complementària. Tanmateix, pot haver-hi ADN ramificat si s'introdueix una tercera cadena d'ADN que contingui regions adjacents capaces d'hibriditzar amb les regions esfilegades de la cadena doble preexistent. Tot i que l'exemple més senzill d'ADN ramificat només implica tres cadenes d'ADN, també són possibles complexos amb cadenes addicionals i múltiples branques. L'ADN ramificat es pot utilitzar en la nanotecnologia per construir formes geomètriques.